# Rishod Sobirov
Rishod Sobirov (Burbogui, 11 de septiembre de 1986) es un deportista uzbeko que compite en judo.
Participó en tres Juegos Olímpicos, obteniendo en total tres medallas de bronce, en Pekín 2008 y en Londres 2012 en la categoría de –60 kg y en Río de Janeiro 2016 en la de –66 kg. En los Juegos Asiáticos de 2010 consiguió una medalla de oro.
Ganó tres medallas en el Campeonato Mundial de Judo entre los años 2010 y 2015, y dos medallas en el Campeonato Asiático de Judo en los años 2007 y 2009.

## Palmarés internacional
| Juegos Olímpicos    | Juegos Olímpicos        | Juegos Olímpicos  | Juegos Olímpicos |
| Año                 | Lugar                   | Medalla           | Categoría        |
| ------------------- | ----------------------- | ----------------- | ---------------- |
| 2008                | Pekín (China)           | Medalla de bronce | –60 kg           |
| 2012                | Londres (Reino Unido)   | Medalla de bronce | –60 kg           |
| 2016                | Río de Janeiro (Brasil) | Medalla de bronce | –66 kg           |
| Campeonato Mundial  |                         |                   |                  |
| Año                 | Lugar                   | Medalla           | Categoría        |
| 2010                | Tokio (Japón)           | Medalla de oro    | –60 kg           |
| 2011                | París (Francia)         | Medalla de oro    | –60 kg           |
| 2015                | Astaná (Kazajistán)     | Medalla de bronce | –66 kg           |
| Juegos Asiáticos    |                         |                   |                  |
| Año                 | Lugar                   | Medalla           | Categoría        |
| 2010                | Cantón (China)          | Medalla de oro    | –60 kg           |
| Campeonato Asiático |                         |                   |                  |
| Año                 | Lugar                   | Medalla           | Categoría        |
| 2007                | Kuwait (Kuwait)         | Medalla de plata  | –60 kg           |
| 2009                | Taipéi (Taiwán)         | Medalla de bronce | –60 kg           |